# Åletjärnen (vid Långvattnet)
Åletjärnen är en sjö i Tanums kommun i Bohuslän och ingår i Enningdalsälvens huvudavrinningsområde.